# Kazuki Yamaguchi (Fußballspieler, 1995)
Kazuki Yamaguchi (japanisch 山口 和樹 Yamaguchi Kazuki; * 15. Mai 1995 in Nagoya) ist ein japanischer Fußballspieler.

## Karriere
Yamaguchi erlernte das Fußballspielen in der Schulmannschaft der Nihon Koku High School und der Universitätsmannschaft der Kokushikan-Universität. Seinen ersten Vertrag unterschrieb er 2018 bei Shonan Bellmare. Der Verein aus Hiratsuka, einer Stadt in der Präfektur Kanagawa, spielte in der höchsten japanischen Liga, der J1 League. 2018 gewann er mit dem Verein den J.League Cup. Ds Finale gegen die Yokohama F. Marinos gewann man mit 1:0. Für den Verein absolvierte er fünf Erstligaspiele. 2020 wechselte er zum Zweitligisten FC Ryūkyū. Für den Verein, der in der Präfektur Okinawa beheimatet ist, absolvierte er 22 Zweitligaspiele. Im Januar 2021 unterschrieb er einen Zweijahresvertrag beim Drittligisten AC Nagano Parceiro in Nagano. Für Nagano stand er 17-mal auf dem Spielfeld. Zu Beginn der Saison 2023 schloss er sich dem Viertligisten ReinMeer Aomori FC an.

## Erfolge
Shonan Bellmare
- Japanischer Ligapokalsieger: 2018